# Meuriya Tanjong
Meuriya Tanjong is een bestuurslaag in het regentschap Pidie van de provincie Atjeh, Indonesië. Meuriya Tanjong telt 174 inwoners (volkstelling 2010).